# Río La Vieja
El rio La Vieja es un río ubicado en el  centro-occidente de Colombia en jurisdicción territorial de los departamentos del Valle del Cauca, Quindío y Risaralda. Es uno de los principales tributarios del río Cauca, aunque se considera que tiene cuenca propia. Tiene una longitud aproximada de 53 kilómetros. y un caudal aproximado de 150 m³/s cerca de su confluencia al Cauca. 

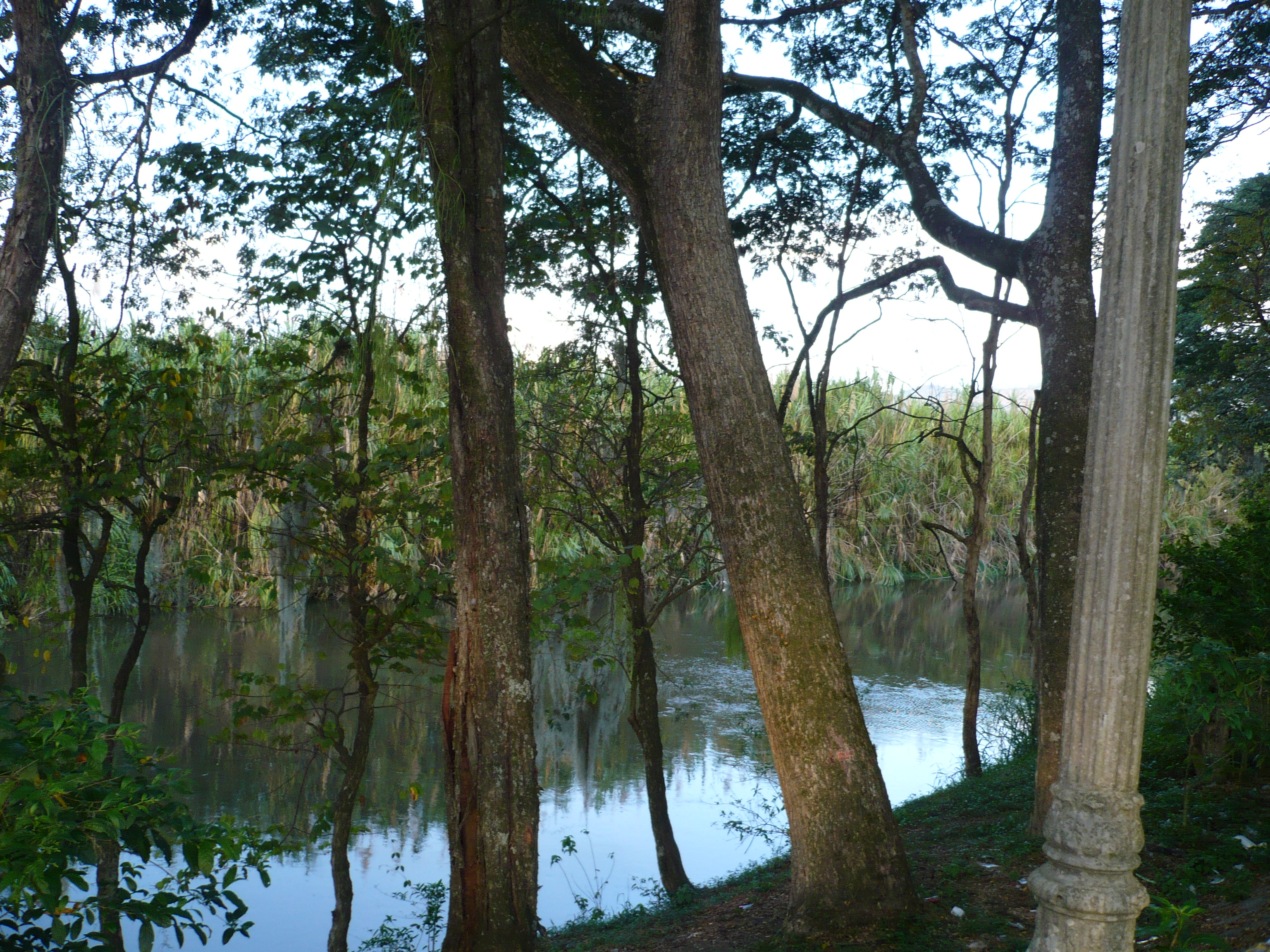
Río La Vieja frente al Parque La Isleta en Cartago (Valle del Cauca)

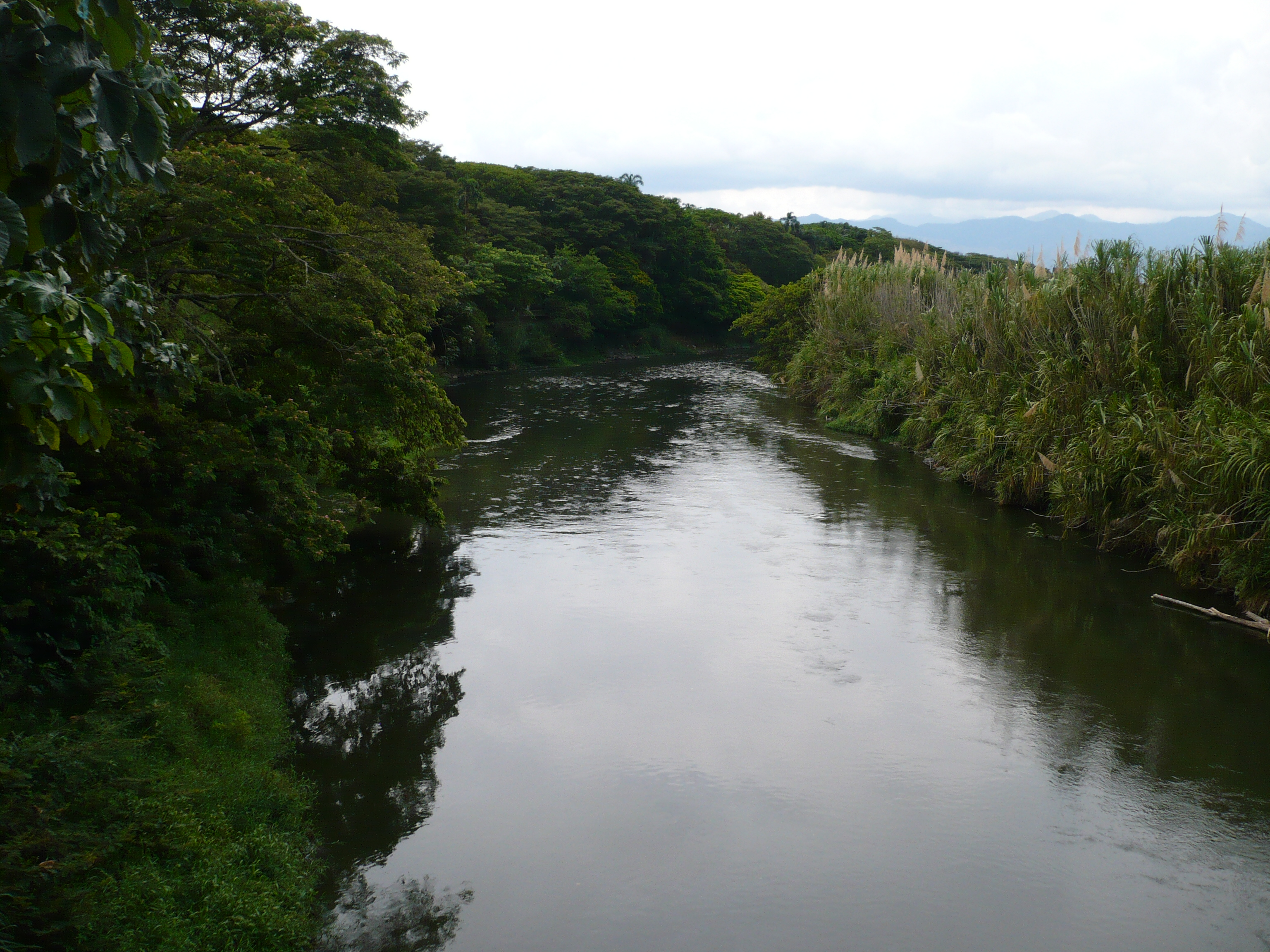
Río La Vieja, Avenida del Río con calle 5, tomada al oeste desde el Puente La Máquina (Vía férrea), en Cartago (Valle del Cauca)

## Nacimiento
La vieja, fue bautizada con este nombre por el colono español Don Miguel Muñoz, ya que en aquel río, encontró a una anciana indígena la cual le robó su oro.
El río La Vieja se forma por la confluencia de los ríos Quindío y Barragán que nacen en las estribaciones del Volcán del Quindío en Salento (a más de 4.000 metros sobre el nivel del mar) y en Génova (a 3000 ms.n.m) respectivamente. Una vez formado, en el sitio denominado Maravélez, La Vieja transcurre a manera de límite por los departamentos del Quindío, Valle del Cauca y Risaralda.

## Cuenca
Geográficamente está enmarcada dentro de las siguientes coordenadas: 4° 04´ y 4° 49´ de Latitud norte y 75° 24´ y 75° 57´ de Longitud oeste, su extensión es de 2.925 km cuadrados y se subdivide en 23 subcuencas.
Las subcuencas y sus afluentes principales son: 
-1. Río Barbas: Quebradas Bolillos, Los Micos, San Luis, El Pencíl, El Palmichal, La Batea, La Plata, La Gloria, San José, Agua Bonita, El Cidral y Limones.
-2. Quebrada San Felipe: Quebrada Pavas.
-3. Quebrada Los Ángeles: Quebrada El Mico.
-4. Quebrada Buenavista: Quebradas Bambuco, La Armenia y Agua Sucia. 
-5. Río Roble: Quebradas Cruces, Mesones, Portachuelo, San Luis, Membrillal, Los Medios y Agua Serena.
-6. Río Espejo: Quebradas Hojas Anchas, La Bella, Naranjal, Teuche, Letras, San Juan, Potreritos, Arabia y Tesorito.
-7. Quebrada Cristales: Quebradas Marmato, El Rin, Bética, Tatabras, El Chispero.
-8. Río Quindío: Quebradas. Cárdenas, La Peligrosa, La Honda, San Pacho, El Bosque, Santa Rita, Boquía, La Víbora, La Florida, El Cusumbo, El Águila, Chagualá, El Castillo, La Pradera, El Pescador y La Bella.
-9. Río Santo Domingo: Quebradas Urita, San Antonio, El Oso, El Salado, Las Marías, La Pitala, Negra, Calicanto, Picota y La Sanadora.
-10. Río Verde: Quebradas El Congal, El Congo, La Esmeralda, El Cedral, San Juan, El Edén, La Primavera, Las Pavas, El Jardín, La Española, El Roble, La Siberia, La Concha, Sardinero, La Mina y Paraguay.
-11. Quebrada La Picota: Drenajes sin nombre.
-12. Río Lejos: Quebradas Las Camelias, La Cristalina, La Española, El Tigre, Las Pizarras, El Inglés, La Pedegrosa, Arenales, La Honda, El Diablo, Michuacán, La Miranda, La Esmeralda, La Campesina, Villa Luz, El Cocuyo, La Primavera, La Morelia, Berlín; Subcuencas Río Azul; Quebradas Misopoles, Rentería, El Salado, Costa Rica, La Dorada, El Bosque, Cajones y La Estrella.
-13. Río Rojo: Quebradas La Sonora, Tamborales, La Laguna, La Martina, Servia, El Brasil, Pedregales y Las Flores.
-14. Río Gris: Quebradas El Retiro, El Tapón, Peñas Blancas, La Calera, El Mal Paso, Palo Negro, El Jardín, La Currucada, La Secreta, Papayales, Madronales y La Coqueta.
-15. Río San Juan: Río Gris y quebradas Las Juntas, Costa Rica, La Secreta, Guayabal, El Rosario y La Ilusión.
-16. Río Barragán: Quebradas El Brasil, La Danta, La Romelia, La Picota, Del Macho, Juanes, La Borrascosa, El Bosque, La Jelus, Trinidad, Bogotacito, Balsora, Tribunas y ríos Lejos y Rojo.
-17. Quebrada Cestillal: Quebradas Laguneta, Negra, La Florida, La Linda, Micay y El Jardín.
-18. Río Consota: Quebradas San Pablo, Bivoral, La Mesa, Púlpito, Ceballos, San Antonio, El Chocho, Víbora, Bizcochuelos, La Arenosa, San José, La Dulcera, El Oso, Tinajas, Sánchez, Los Encuentros, El Naranjo, El Caucho, La Linda, La Frijolera, El Carminal, El Brillante, La Sopera, Congolo, Cañabrava, Colombia, La Chiva, Agua Bendita, Sanjón, Suicidio y La Camelia.
-19. Río Navarco: Drenajes sin nombre.
-20. Río Boquerón: Drenajes sin nombre.
-21. Quebrada Burila: Drenajes sin nombre.
-22. Quebrada Dabeiba: Drenajes sin nombre.
-23. Río Pijao: Quebradas La Laguna, La Morelia, La Suiza, Los Ángeles y río Palomino.

## Características del entorno
Las riberas de las quebradas están cubiertas de vegetación arbustiva, mientras que al río La Vieja y sus afluentes mayores lo dominan playas de arena, vegetación arbórea con predominio de Guadua angustifolia y pasto kikuyo (Poaceae) para el ganado vacuno.

## Características del interior
El sustrato es estructurado por arena, piedra y en algunos sitios material orgánico descompuesta o detritos; esto en la parte baja del río, parte en la cual el pH promedio en el año es de 6.5. 

## Estado de conservación/amenaza
El Río La Vieja hace parte de su recorrido en el Eje Cafetero que es una de las regiones de mayor amenaza sísmica en Colombia y ha sido afectada por diversos sismos , con magnitudes superiores a 6.0. 
El aspecto más importante a tratar es el preocupante y lamentable grado de contaminación y sedimentación del río La Vieja en todo su trayecto, pero sobre todo en su desembocadura al río Cauca, ya que la ciudad de Cartago  proporciona el último impacto negativo al verter sus aguas residuales sobre el río La Vieja. 
Con el desarrollo económico/agropecuario, la cuenca se ha posicionado como uno de los lugares más densamente poblados del país, ocasionando con ello grandes cambios y presión sobre los recursos naturales de la zona.

## Clima
La cuenca se caracteriza por poseer diversidad de pisos térmicos, los cuales van desde el medio hasta el subnival, pero con un denominador común que es la alta pluviosidad en todos ellos, con solo una porción del territorio con clima medio, húmedo transicional a medio y seco situado al occidente a ambos lados del cauce del río La Vieja. 
La temperatura disminuye 0,87 °C por cada 100 metros de elevación en la cuenca. La temperatura media registra una variación muy pequeña entre los diferentes meses del año; sin embargo, puede presentar oscilaciones fuertes durante el día, lo cual es característico de las zonas cafeteras. La temperatura oscila entre 3.75 °C en la zona subnival y 24 °C en la parte baja (1.000 m.s.n.m) La temperatura promedio en el área de mayor producción agropecuaria de la Cuenca (1.000 - 3.800 m.s.n.m) es de 17 °C. 

## Fauna y Flora
Las especies animales vecinas a la cuenca del río La Vieja son: el zorro, puma, mirla patiamarilla, cusumbos, pavas, oso de anteojos, tapir, tigrillo, guagua, barranquero, gavilán negro, garrapatero, guatín, mono aullador, colibrí, comadreja, ardilla, perro de monte, venado, águila, martera, murciélagos, loras, entre otras.
En especies vegetales se pueden encontrar orquídeas, musgos, líquenes, sietecueros, palma de cera, trompeto, encenillo, laurel, tuno, guadua, camargo, cedro rosado, velitas, cedrillo de altura, manos de oso, begonias silvestres, anturi negro, frailejones, bambúes de páramo, canelo, yarumo blanco, drago, palmiche, cordoncillo, curador, bejucos, otobo, molinillo, cardoncillo, mediacara, laurel amargo, azuceno, escobo, aguacatillo, barcino, cincodedos, medio comino, saca ojo, roble, pino romerón, flor de mayo, cerezo, entre otros.